# Ганс Гесснер
Ганс Гесснер (нім. Hans Gessner; 6 травня 1919, Мангайм — 7 травня 2007) — німецький офіцер-підводник, оберлейтенант-цур-зее крігсмаріне.

## Біографія
1 жовтня 1938 року вступив на флот. З серпня 1940 року — вахтовий офіцер, потім командир протичовнового катера Uj-1101. З 7 січня по 2 липня 1944 року пройшов курс підводника, з 3 липня по 15 серпня — практику вахтового офіцера на підводному човні U-1105, 16-31 серпня — курс позиціонування (радіовимірювання), з 1 вересня по 31 жовтня — курс командира підводного човна, 1-17 липня — командирську практику на U-1008. З 18 листопада 1944 року — командир U-1008. 6 травня 1945 року наказав затопити човен поблизу данського острова Ельм через зазнані пошкодження унаслідок повітряного удару британських бомбардувальників B-24 «Ліберейтор» у протоці Каттегат. 8 травня 1945 року взятий в полон британськими військами. В липні 1945 року звільнений.

## Звання
- Кандиадт в офіцери (1 жовтня 1938)
- Морський кадет (1 липня 1939)
- Фенріх-цур-зее (1 грудня 1939)
- Оберфенріх-цур-зее (1 серпня 1940)
- Лейтенант-цур-зее (1 квітня 1941)
- Оберлейтенант-цур-зее (1 квітня 1943)

## Нагороди
- Нагрудний знак мінних тральщиків (25 листопада 1940)
- Залізний хрест
  - 2-го класу (30 січня 1942)
  - 1-го класу (30 січня 1943)
- Нагрудний знак флоту (16 жовтня 1942)